# Lokalbahn Ebenfurth–Wittmannsdorf
| Ebenfurth–Wittmannsdorf                                                                             | Ebenfurth–Wittmannsdorf |
| --------------------------------------------------------------------------------------------------- | ----------------------- |
| Die Strecke Ebenfurth–Wittmannsdorf (fliederfärbig, Nr. 10) mit den anderen Bahnlinien der Umgebung |                         |
| Streckenlänge:                                                                                      | 15 km                   |
| Spurweite:                                                                                          | 1435 mm (Normalspur)    |
| |                         |

Die Lokalbahn Ebenfurth–Wittmannsdorf (eigentlich: Lokalbahn Wittmannsdorf–Ebenfurth) war eine normalspurige, 15,059 km lange Bahnlinie im Südosten Niederösterreichs.

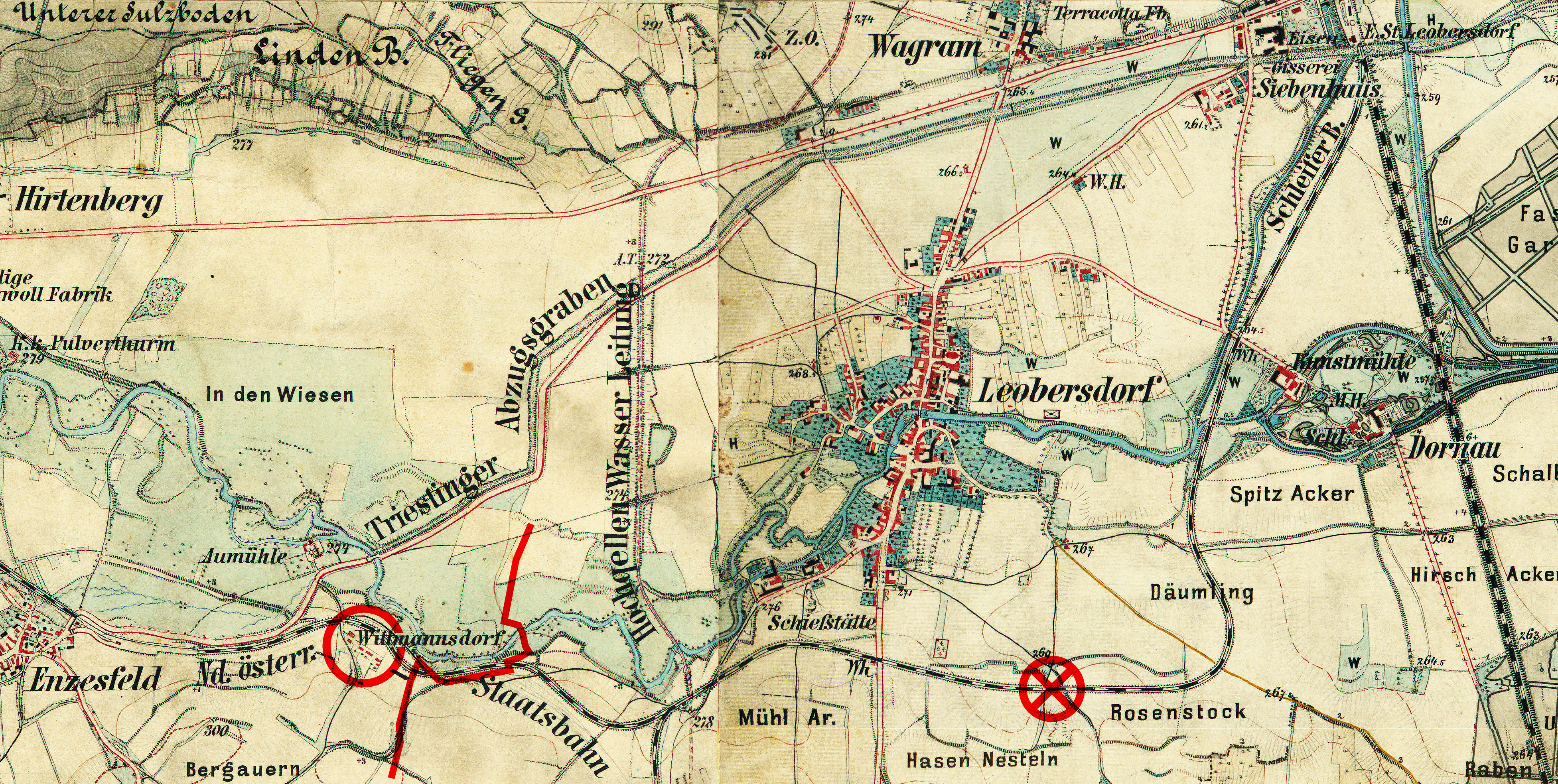
1873: Kartenausschnitt Gemeinden Enzesfeld, Leobersdorf; Lage des ehemaligen Enzesfelder Ortsteils Wittmannsdorf im Bezug auf die 1883 eröffnete, ca. 1,8 km entfernt gelegene Station Wittmannsdorf

## Geschichte
Die Locomotivbahn von Wittmannsdorf nach Ebenfurth wurde am 15. August 1882 zugunsten von Paul Eduard Ritter von Schoeller (1853–1920) konzessioniert, am 22. August 1883 technisch-polizeilich abgenommen und tags darauf, am 23. August 1883, eröffnet.
Bis Ende 1918 war die Strecke stark befahren, es gab direkte Güterzüge von Raab/Győr (siehe: Raaberbahn) nach Ebenfurth, Sollenau und Wittmannsdorf, wo sie über die Leobersdorfer Bahn in St. Pölten die Westbahn erreichen konnten. Vor allem jedoch benützte die Bahn der Konzessionsinhaber Schoeller zum Transport des Getreides bzw. der fertigen Mahlprodukte seiner beiden großen Mühlen in Ebenfurth. (Mit Vertrag vom 5. April 1883 hatte die Eisenbahn Wittmannsdorf–Ebenfurth die Strecke Ebenfurth–Neufeld an der Leitha in Subpacht genommen).
Im Vorfeld zum Verfahren um die Konzessionierung der Strecke wurde von einer stürmischen Bewegung, in der sich unter anderem die Wiener Handelskammer hervortat, der Bau der Eisenbahn Leobersdorf–Ebenfurth vehement abgelehnt, da dieser (durch den Anschluss an die Leobersdorfer Bahn Wien umgehende) Transportweg dem ungarischen Getreidetransport ein Ausfalltor nach dem Westen eröffnen und den Handelsplatz Wien empfindlichst schädigen würde. Offiziös stellte das k.k. Handelsministerium eine solche Schädigung in Abrede, und der Erteilung der Konzession stand nichts mehr im Wege.
Ab 1. Mai 1896 wurden Kurswagen und ab 1920 direkte Züge von der Aspangbahn über die Lokalbahn nach Ebenfurth und weiter über die Strecke der Raaberbahn (GySEV) nach Sopron geführt. Die Strecke der privaten EWA von Wien Aspangbahnhof über Sollenau und Ebenfurth bot die kürzeste Verbindung zwischen Wien und Ödenburg, die überlastete Südbahngesellschaft hatte ihr den Verkehr Richtung Ungarn in dieser Relation überlassen. Im Gemeinschaftsbahnhof Sollenau-Aspangbahn erfolgte dabei der Übergang der Züge von der Aspangbahn in Richtung GySEV, die ab hier die Zugförderung innehatte und ein eigenes Heizhaus in Sollenau errichten ließ. Der sich gut entwickelnde Verkehr endete mit der Übernahme der Südbahn durch die Österreichischen Bundesbahnen, die die Züge nach Ungarn fortan über die Pottendorferbahn führten.
Nach 1940 wurden mehr Güterzüge über die Ostbahn statt über die Raaberbahn nach Ungarn geführt, wodurch die Bedeutung dieser Strecke immer weiter sank.
Während des Krieges war zwischen Ebenfurth und der in km 11,848 (von Wittmannsdorf) abzweigenden Heeresmunitionsanstalt () der deutschen Wehrmacht mit Bescheid des Reichsbevollmächtigten für Bahnaufsicht in Wien vom 15. September 1940 ein beschränkt-öffentlicher Personenverkehr zugelassen, der dem Berufsverkehr für die Wehrmachtanlage diente. Personen- wie Güterverkehr wurden anfänglich mit Wehrmachtsdiesellokomotiven (Baureihe V 36) und Wehrmachtpersonal geführt, wobei diese Züge von Ebenfurth bis zur Abzweigung in km 11,848 bzw. umgekehrt als Sperrfahrten verkehrten.
In den Jahren nach dem Anschluss Österreichs wurde die Bahnstrecke der Eisenbahn Wittmannsdorf (Leobersdorf) Ebenfurth AG von der Deutschen Reichsbahn eingelöst. 1942 wurde das Unternehmen unter Wahrung seines Charakters als Transportunternehmen in eine Fluss- und Seeschiffahrts-Gesellschaft mit dem Sitz der Betriebsführung in Wien umgewandelt. Der Firmentitel lautete nunmehr auf Josef Wallner Wiener Fluß- und Seeschiff Seeschifffahrts-Gesellschaft. Sämtliche Geschäftsanteile waren damit im Besitz der Josef Wallner Bayer(ische) Schiffahrts- und Hafenbetriebs-GmbH in Deggendorf (Geschäftsführer: Max Waldow).
Anfang April 1945 wurde der Betrieb eingestellt, der Personenverkehr nach Kriegsende nicht mehr aufgenommen. Ein regelmäßiger Güterzugverkehr in Teilstrecke Sollenau Aspangbahn–Wittmannsdorf existierte bis 3. Oktober 1953 sowie Bedienungsfahrten bis Mai 1955 von Ebenfurth bis km 8,130 (), der Rangierstation Trifabrik, von wo im Rahmen der mit 31. Mai 1916 freigegebenen Betriebsstrecke Wöllersdorf–Mittel ein ca. 2 km langes Schleppgleis zum Tritolwerk (auch: Neue Trifabrik, Obereggendorf) abzweigte, das nach der mit 4. April 1923 begonnenen Abtragung der Betriebsstrecke als Stichgleis der Lokalbahn erhalten blieb. Mit Erlass des Bundesministeriums für Verkehr und Elektrizitätswirtschaft vom 29. November 1956 (Zahl R/780/1-56) wurde (rückwirkend) der Betrieb ab 1. Oktober 1956 gänzlich und dauernd eingestellt.
Von der abgebauten Strecke ist – bis auf Trassenreste – nichts mehr übrig geblieben. Heute fahren die Züge von der Westbahn von und nach Ungarn über Wien; der durchgehende Verkehr über die Leobersdorfer Bahn ist wegen eines aufgelassenen Streckenabschnitts nicht mehr möglich.

## Streckenführung
Die Strecke verließ die Pottendorfer Linie kurz nach Ebenfurth Richtung Westen, schwenkte dann in einem weitläufigen Bogen Richtung Norden. Dieser Umweg war notwendig, um das Heeresgelände sowie die Pulverfabriken bei Großmittel zu umfahren. Nun führte die Trasse zuerst in nördlicher Richtung entlang des Ortes Sollenau zum Bahnhof „Sollenau Aspangbahn“, wo die gleichnamige Strecke gekreuzt wurde, weiter Richtung Westen, bis die Südbahn mit einer Brücke überquert werden musste, und dann nach Wittmannsdorf, wo der Anschluss zur Leobersdorfer Bahn Richtung Triestingtal bestand.
Durch die Lage im Wiener Becken gab es auf dieser Strecke nur rund 40 m Höhenunterschied zu bewältigen.

## Betriebsführung
Die Betriebsführung der Strecke Wittmannsdorf–Ebenfurth erfolgte von Anfang an durch die k.k. Staatsbahnen (Betriebsvertrag vom 2. August 1883; II. Additionale vom 20./26. November 1907 sowie neuer Vertrag mit den BBÖ gemäß Erlaß vom 24. September 1923 mit Wirksamkeit vom 1. Jänner 1923). Gemäß Verfügung der RBD Wien vom 6. Jänner 1941 mit Wirksamkeit vom 1. Jänner 1940 erfolgte vom Deutschen Reich (Reichseisenbahnvermögen) die konzessionsgemäße Einlösung.